# 완전 미분 방정식
완전 미분 방정식(영어: exact differential equation)은 물리학이나 공학에서 많이 사용되는 상미분 방정식의 한 형태이다.

## 정의
{\displaystyle u(x,y)}가 연속인 편도함수(continuous partial derivative)를 가질 때 u의 미분(differential)은
{\displaystyle du={\frac {\partial u}{\partial x}}dx+{\frac {\partial u}{\partial y}}dy}
이다.
{\displaystyle u\left(x,y\right)=const.}일 때, {\displaystyle du=0}이므로,
{\displaystyle M\left(x,y\right)dx+N\left(x,y\right)dy=0}
와 같이 표현할 수 있다.
위의 식이 완전미분방정식(exact differential equation)이 된다.

## 참고 문헌
Kreyszig, Erwin (1999). 《Advanced Engineering Mathematics 8th ed.》. John Wiley & Sons, INC. ISBN 0-471-15496-2.